# Matford F 817 T
Der Matford F 817 T ist ein leichter zweiachsiger Lastkraftwagen des französischen Herstellers Matford, der von 1938 bis 1944 gebaut wurde. Er basiert auf dem Ford-Barrel-Nose-Lkw. Basierend auf dem Matford F 817 T gab es auch das Frontlenker-Modell Matford F917WS, das ab 1940 gebaut wurde.

## Beschreibung
Der Matford F 817 T ist 6150 mm lang, 2130 mm breit und 2850 mm hoch. Das Leergewicht betrug 2800 kg, die Zuladung 2500 kg und das zulässige Gesamtgewicht 5300 kg. Das Chassis wog 1630 kg, der Aufbau 1170 kg. Der Radstand betrug 3980 mm. Die Spurweite vorn lag bei 1449 mm, die Spurweite hinten bei 1650 mm. Beide Achsen waren starr und mit Blattfedern, die Hinterachse zusätzlich mit einer Deichsel geführt. Der Wendekreis betrug 17,50 m. Das Fahrzeug war sechsfach bereift mit Zwillingsbereifung hinten und Einzelbereifung vorn. Die Reifengröße betrug 170 × 20. Der Tank fasste 68 Liter. Die Bremsanlage lieferte Bendix. Das Lenkgetriebe arbeitete mit Schnecke und Rolle.
Den Achtzylinder-V-Motor vom Typ 79 P stellte Matford selbst her.  Er hatte 3621 cm³ Hubraum (Bohrung 77,79 mm, Hub 95,25 mm), Verdichtung 6,12 : 1 und leistete maximal 85 PS (62,5 kW) bei 3800/min. Das maximale Drehmoment betrug 206 Nm bei 2000/min. Die Normaldrehzahl des Motors sollte bei 2500/min liegen, die höchstzulässige Drehzahl bei 3800/min. Die Zündreihenfolge war 1-5-4-8-6-3-7-2. Steuerlich war der Motor mit 17 CV eingestuft. Er hatte Wasserkühlung mit 24 Liter im Umlauf mit zwei Kreiselpumpen, unterstützt von einem vierblättrigen Lüfterrad. Der Wagen hatte eine trockene Einscheibenkupplung und ein Getriebe mit 4 Gängen. Motor und Getriebe zusammen wogen 296 kg. Die Kraft wurde über eine in einem Schubrohr laufende Kardanwelle an die Hinterachse übertragen. Die elektrische Anlage stammte von den Zulieferern Marchal sowie von Ducellier. Sie war auf 6 V ausgelegt und die Batterie hatte eine Kapazität von 96 Ah.
Während der gesamten Produktionszeit wurden etwa 5500 Matford F 817 T hergestellt.